# Eccellenza Marche 1993-1994
Il campionato italiano di calcio di Eccellenza regionale 1993-1994 è stato il terzo organizzato in Italia. Rappresenta il sesto livello del calcio italiano.
Questo è il campionato organizzato dal Comitato Regionale Marche.

## Squadre partecipanti
| Squadra                    | Città (provincia)           |
| -------------------------- | --------------------------- |
| A.S. Biagio Nazzaro        | Chiaravalle (AN)            |
| S.S. Cerreto               | Cerreto d'Esi (AN)          |
| U.S. Fabrianese            | Fabriano (AN)               |
| A.S. Falconarese           | Falconara Marittima (AN)    |
| U.S. Conad Lucrezia Calcio | Cartoceto (PU)              |
| Pol. Lunano                | Lunano (PU)                 |
| U.S. Montegiorgese         | Montegiorgio (AP)           |
| Montegranaro Calcio        | Montegranaro (AP)           |
| S.S. Monturanese Calcio    | Monte Urano (AP)            |
| A.S. Nuova Jesi Calcio     | Jesi (AN)                   |
| U.S. Osimana               | Osimo (AN)                  |
| S.S. Real Montecchio       | Sant'Angelo in Lizzola (PU) |
| S.S. Settempeda            | San Severino Marche (MC)    |
| Urbania Calcio             | Urbania (PU)                |
| A.S. Urbino                | Urbino (PU)                 |
| Vadese Calcio              | Sant'Angelo in Vado (PU)    |

## Aggiornamenti
Il terzo torneo di Eccellenza fu il primo disputato con 16 squadre. Dal campionato Interregionale erano retrocesse Montegranaro e Vadese mentre le neopromosse erano Lucrezia e Settempeda.
Fu la Jesina ad aggiudicarsi la vittoria del campionato. I leoncelli precedettero l'Osimana che partecipò ai neo istituiti spareggi nazionali. I senza testa riuscirono a vincere tutte le loro gare e ottennero il salto di categoria. Inoltre, il cammino in Coppa Italia Dilettanti fruttò al Camerino una buona posizione nella classifica dei ripescaggi. La formazione camerte venne selezionata nell'estate 1994 per fare parte della categoria superiore.
In coda la Falconarese mollò presto, seguita dalla Settempeda che ritornò immediatamente in Promozione. La lotta per evitare l'ultima retrocessione coinvolse parecchie squadre e alla fine fu il Fabriano ad avere la peggio mentre si salvò il Lucrezia che totalizzò appena 16 reti.

## Classifica finale
|  | Pos. | Squadra         | Pt | G  | V  | N  | P  | GF | GS | DR  |
|  | ---- | --------------- | -- | -- | -- | -- | -- | -- | -- | --- |
|  | 1.   | Nuova Jesi      | 43 | 30 | 16 | 11 | 3  | 32 | 14 | +18 |
|  | 2.   | Osimana         | 41 | 30 | 15 | 11 | 4  | 30 | 14 | +16 |
|  | 3.   | Monturanese     | 40 | 30 | 14 | 12 | 4  | 38 | 18 | +20 |
|  | 4.   | Montegranaro    | 38 | 30 | 12 | 14 | 4  | 44 | 26 | +18 |
|  | 5.   | Vadese          | 35 | 30 | 13 | 9  | 8  | 33 | 27 | +6  |
|  | 6.   | Real Montecchio | 32 | 30 | 11 | 10 | 9  | 37 | 25 | +12 |
|  | 7.   | Camerino        | 32 | 30 | 11 | 10 | 9  | 45 | 34 | +11 |
|  | 8.   | Lunano          | 31 | 30 | 12 | 7  | 11 | 26 | 30 | -4  |
|  | 9.   | Cerreto         | 28 | 30 | 9  | 10 | 11 | 27 | 33 | -6  |
|  | 10.  | Urbania         | 27 | 30 | 9  | 9  | 12 | 28 | 24 | +4  |
|  | 11.  | Curvet Urbino   | 27 | 30 | 7  | 13 | 10 | 26 | 28 | -2  |
|  | 12.  | Conad Lucrezia  | 27 | 30 | 4  | 19 | 7  | 16 | 25 | -9  |
|  | 13.  | Biagio Nazzaro  | 26 | 30 | 9  | 8  | 13 | 21 | 26 | -5  |
|  | 14.  | Fabrianese      | 25 | 30 | 9  | 7  | 14 | 33 | 40 | -7  |
|  | 15.  | Settempeda      | 19 | 30 | 6  | 7  | 17 | 26 | 46 | -20 |
|  | 16.  | Falconarese     | 9  | 30 | 3  | 3  | 24 | 25 | 77 | -52 |